# 肯納 (伊利諾伊州)
肯納（英語：Kenner）是位於美國伊利諾伊州克萊縣的一個非建制地區。該地的面積和人口皆未知。

## 地理
肯納的座標為38°38′45″N 88°34′05″W / 38.64583°N 88.56806°W，而該地的平均海拔高度為152米（即499英尺）。